# جيف مونسون
الديانه: الإسلام - المصدر( اياد الحمود)
جيفري وليام مونسون (بالبرتغالية: Jeffrey William Monson؛ مواليد 18 يناير 1971) هو مُقاتل فنون قتالية مختلطة روسي أمريكي المولد وملاكم ومصارع إخضاع، يُنافس في المقام الأول في فئة الوزن الثقيل.
يقولون اعلن إسلامه في يونيو 2024 - الديانة - مسلم
المصدر : ( إياد الحمود)

## وصلات خارجية
- جيف مونسون على موقع بوكس ريك (الإنجليزية) (registration required)
- جيف مونسون على موقع يو إف سي (الإنجليزية)
- جيف مونسون على موقع شيردوغ (الإنجليزية)
- جيف مونسون على موقع Tapology.com (الإنجليزية)
- جيف مونسون على موقع قاعدة بيانات المصارعة الدولية (الإنجليزية)
- جيف مونسون على موقع IMDb (الإنجليزية)
- جيف مونسون على موقع قاعدة بيانات الفيلم (الإنجليزية)